# Aguila (wyspa)
Wyspa Aguila (hiszp. Islote Águila) – skalista wysepka, najbardziej na południe wysunięty punkt niewielkiego archipelagu Diego Ramirez. Jest to zarazem najdalej wysunięty na południe punkt Ameryki Południowej (znajduje się dalej, niż bardziej znany przylądek Horn, położony ok. 100 km na północny wschód).